# Lot 21
Lot 21 est un canton dans le comté de Queens, Île-du-Prince-Édouard, Canada.  Il fait partie de la Paroisse Grenville.

## Population
- 908 (recensement de 2001)[1]
- 920 (recensement de 2006)[1]
- 855 (recensement de 2011)[2]

## Communautés
Non-incorporées :
- Founds Mills
- New London